# Mark Gruenwald
Mark Gruenwald   (Oshkosh, 18 de juny de 1953 - Pawling, 12 d'agost de 1996) va ser un escriptor de còmics nord-americà, editor i dibuixant ocasional conegut per la seva llarga associació amb Marvel Comics.

## Biografia

### Carrera
Gruenwald va començar en el fandom dels còmics, publicant el seu propi fanzine, Omniverse, que explorava el concepte de la continuïtat. Abans de ser contractat per Marvel, va escriure articles de text per al fanzine oficial de DC Comics, The Amazing World of DC Comics. Els articles de Gruenwald inclouen "The Martian Chronicles" (una història del Martian Manhunter) al número 13 i diversos articles sobre la història de la Lliga de la Justícia al número 14.

### Entrada a Marvel
El 1978 va ser contractat per Marvel Comics, on va romandre la resta de la seva carrera. Contractat inicialment com a ajudant de director el gener de 1978, Gruenwald va ser promogut a director pel director en cap de Marvel Jim Shooter el 1982, posant Gruenwald a càrrec de les sèries The Avengers, Captain America, Iron Man, Thor, Spider Woman i What If. Durant aquest període, va compartir oficina amb l'escriptor i director Denny O'Neil, a qui Gruenwald considerava un mentor.

### Dibuixant a llapis
Durant els anys 1982-1984, Gruenwald va fer un treball de llapis per a un grapat de còmics de Marvel, destacant la sèrie limitada Hawkeye de 1983, però també números de What If?, Marvel Team-Up Annual, The Incredible Hulk i Questprobe.
La portada de Comic Reader núm. 180 (maig-juny de 1980) amb Hawkman i Adam Strange i l'entrada de Merlyn the Archer a Who's Who: the Definitive Directory of the DC Universe núm. 15 (maig de 1986) van ser els únics dibuixos de còmic de Gruenwald publicats fora de Marvel.

### Escriptor
El 1982, Gruenwald, Steven Grant i Bill Mantlo van coescriure Marvel Super Hero Contest of Champions, la primera sèrie limitada publicada per Marvel Comics. Com a escriptor, Gruenwald és conegut sobretot per la creació de l'Official Handbook of the Marvel Univers i els seus deu anys com a escriptor del Capità Amèrica (de 1985 a 1995), durant els quals va aportar diversos personatges notables com Crossbones, Diamondback i l'U.S. Agent. Va fer un esforç deliberat per crear dolents que fossin específics per al Capità Amèrica, a diferència dels enemics genèrics que podrien haver-se introduït fàcilment en un altre còmic. En un moment donat, Gruenwald va tenir una rèplica de l'escut del Capità Amèrica, el mateix escut que ara és propietat de Stephen Colbert.
Els seus 60 números a Quasar (1989–1994) van fer realitat l'ambició de Gruenwald d'escriure el seu propi tipus de superheroi. No obstant això, va considerar que la seva obra major era la maxisèrie de 12 números de mitjans de la dècada de 1980 Squadron Supreme, que explicava la història d'un univers alternatiu on un grup de superherois ben intencionats decideixen que serien els més adequats per dirigir el planeta. Gruenwald va ser molt lleial a cada sèrie que va escriure. A més de la seva llarga etapa a Captain America, va escriure la sèrie completa de Quasar (excepte per a un número) i DP 7, i Jim Salicrup va recordar que quan Gruenwald va ser apartat de Spider-Woman després de només 12 números, "va quedar aixafat".

### Editor adjunt

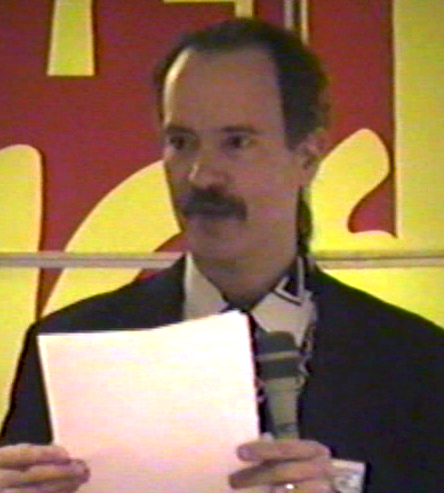
Gruenwald en un panell de convencions de còmics a principis dels anys noranta

L'1 de setembre de 1987, Gruenwald es va convertir en l'editor adjunt de Marvel, amb una missió particular com a responsable de la continuïtat. Gruenwald era famós per un record perfecte fins i tot dels detalls més trivials.
A les pàgines d'Els Quatre Fantàstics, Walt Simonson va retre homenatge a Gruenwald fent que el personal de l' Autoritat de la variació temporal (TVA) fos tot de clons de Gruenwald; ningú més podia fer un seguiment de tot.
Gruenwald va ser un personatge recurrent amb Tom DeFalco al còmic d'una sola vinyeta The Bull's Eye que va aparèixer als còmics de Marvel a finals dels anys vuitanta i principis dels noranta, creat per l'artista Rick Parker i Barry Dutter. Aquestes tires, que es van publicar a la pàgina Bullpen Bulletins durant la major part de la carrera de DeFalco com a redactor en cap, presentaven a Gruenwald representat com una caricatura i un contrapunt per a les excentricitats de DeFalco.

## Vida personal i mort
Gruenwald es va casar amb la cantant Belinda Glass el maig de 1981. Més tard es van divorciar, i es va casar amb Catherine Schuller el 12 d'octubre de 1992, a Nova York, després d'un any de festeig; va ser la marmessora del famós testament de Gruenwald. Gruenwald va tenir una filla, Sara.
El 1996, Gruenwald va sucumbir a un atac de cor, resultat d'un defecte cardíac congènit insospitat. Gruenwald era un bromista molt conegut i, a causa de la seva jove edat, molts dels seus amics i companys de feina inicialment van creure que els informes de la seva mort eren només una broma més. Pocs dies abans, havia fet una de les seves tombarelles de marca registrada pels passadissos del Bullpen. Un amant dels còmics durant molt de temps, Gruenwald va fer saber entre els seus amics i familiars que el seu únic desig era que les seves cendres s'utilitzessin en part d'un còmic. D'acord amb la seva petició, va ser incinerat, i les seves cendres es van barrejar amb la tinta utilitzada per imprimir la primera impressió de la recopilació trade paperback de Squadron Supreme.

## Llegat
Els còmics d'Amalgam Comics The Exciting X-Patrol núm. 1 (juny de 1997) i el de Marvel Comics Generation X núm. 21 (novembre de 1996) estan dedicats a la memòria de Gruenwald, així com Peter Parker: Spider-Man #75, que va veure el retorn de Norman Osborn després de la seva suposada mort vint anys abans.
A l'Univers DC, un edifici de Gotham City va rebre el nom de la Von Gruenwald Tower, i a la novel·la Captain America: Liberty's Torch escrita per Tony Isabella i Bob Ingersoll, l'advocat segrestat per defensar el Capità Amèrica segrestat de manera semblant en un simulacre de judici davant que una milícia es diu Mark Gruenwald amb els mateixos atributs físics i personals que el veritable Gruenwald. L'advocat actua heroicament al llarg de la història.
A Elephantmen de Richard Starkings, el director executiu de l'Agència d'Informació on treballen gairebé tots els personatges principals de la sèrie es diu Gruenwald i s'assembla molt a ell. En una entrevista a Newsarama, Richard Starkings va confirmar que el personatge es basava en el seu amic.
Al volum quatre de Nova de Marvel Comics, el nou director del Projecte Pegasus es diu Dr. Gruenwald.
L'any 2006, Gruenwald va ser nomenat oficialment el "Sant Patró de Marveldom" a les noves pàgines de "Bullpen Bulletins".
A la sèrie Loki de Marvel Cinematic Universe (MCU), l'analista de TVA Mobius M. Mobius és interpretat per Owen Wilson i s'assembla a l'aspecte de Gruenwald.